# Рэп-баттл между Оксимироном и Гнойным

Слева направо: Oxxxymiron (Мирон Фёдоров), Ресторатор (Александр Тимарцев), Ден Чейни (Денис Чудиновский) и Гнойный (Вячеслав Машнов)

Рэп-баттл между Оксимироном и Гнойным прошёл 6 августа 2017 года и стал главным событием года на российской рэп-сцене. Данный баттл считается одним из важнейших событий в русском хип-хопе и баттл-рэпе. Видеоролик был опубликован в видеохостинге YouTube 13 августа 2017 года. Рэп-баттл вызвал значительный резонанс и широкую дискуссию в обществе.

## История
Участниками словесной схватки стали два известных рэпера — Oxxxymiron (настоящее имя — Мирон Фёдоров) и Гнойный (он же Слава КПСС, настоящее имя — Вячеслав Машнов). Ещё в конце июля 2016 года Оксимирон вызвал Гнойного на соревнование в Твиттере, отреагировав на его баттл с Эрнесто Заткнитесь (Дмитрием Ромащенко), в котором Гнойный отрицательно высказался по поводу Oxxxymiron и Versus Battle в целом. Однако сам баттл состоялся лишь через год, ввиду того, что Oxxxymiron был занят концертными выступлениями. Использовавшийся формат предполагал три раунда, в течение которых исполнители без музыкального сопровождения читают заранее подготовленный текст, а по окончании схватки судьи определяют победителя голосованием.
Баттл представлял повышенный интерес как для поклонников хип-хопа, так и для представителей баттл-рэпа. Участники схватки представляли разные стили: Оксимирон являлся популярным исполнителем, известным за пределами рэп-сообщества, в то время как Гнойный был известен лишь ограниченной аудитории. Кроме этого, имелись отличия и в подготовке к баттлу: Оксимирон практически игнорировал событие, занимаясь своими активными проектами, тогда как Гнойный несколько раз упоминал Оксимирона в своих треках, в том числе, используя унизительное прозвище «Оксана Миронова». Наконец, рэперы представляли две крупнейшие в стране на тот момент площадки для баттлов — «Versus» и «#SLOVOSPB».
Изначально баттл планировалось провести 26 июня, но поединок прошёл лишь 6 августа 2017 года. Каждый из противников пытался задеть оппонента, вспоминая обидные и неприятные факты из биографии. Оксимирон сделал ставку на отсылки к русской и мировой культуре, упомянув в своих раундах поэму Маяковского «Облако в штанах», книгу Джозефа Кэмпбелла «Герой с тысячью лицами», а также персонажей из экранизации «Бэтмена» Кристофером Ноланом, в конце своего второго раунда процитировав «Слово» Гумилёва, назвав его «своим мёртвым homie». В свою очередь, Гнойный, как и подобает баттл-рэперу, иронизировал над Оксимироном, альбом которого сравнивали с классическими антиутопиями Оруэлла и Замятина, однако вместо этого, тот, по мнению оппонента, записал аудиокнигу, дешёвую литературу. В отличие от оппонента, активно использовавшего нецензурную лексику (а также допускавшего антисемитские выпады в сторону оппонента), Оксимирон не допускал нелитературных выражений. В качестве судей от площадок Versus Battle и #SLOVOSPB выступили главный редактор журнала «К. Е. Д.», рэп-критик и организатор онлайн-баттлов Дмитрий «Габонская Гадюка» Егоров и баттл-рэпер Антон «Lokos» Зуев соответственно, независимое судейство представили битмейкер Матвей «4EU3» Ларионенко, кинокритик Евгений «BadComedian» Баженов и стендап-комик Руслан Белый.
Видеозапись баттла была опубликована 13 августа 2017 года. По итогам голосования судей победу со счётом 5:0 одержал Гнойный. Видеозапись получила большую популярность на YouTube. Баттл вызвал резонанс и дискуссию в обществе, а сама схватка породила множество комментариев в социальных сетях и интернет-мемов.

## Реакция
Событие освещали крупнейшие СМИ России и СНГ, и некоторые иностранные СМИ. После публикаций против ряда российских СМИ Роскомнадзором были составлены административные протоколы за встраивание видеоролика баттла в своих материалах, в котором содержалась нецензурная брань. Изданиям предписано оплатить штраф в размере 50 тысяч рублей. Такими СМИ оказались «РИА Новости», «Московский комсомолец», «Аргументы и факты», «Дождь», Maxim, Republic. Ещё 26 СМИ были направлены профилактические письма за публикацию ссылок на видеоролик баттла.
В Lenta.ru посчитали, что Оксимирон в баттле использовал старые приёмы, неоднократно использованные в ранних баттлах. По их мнению, он постоянно отсылался к своим заслугам в прошлом и культуре, отсылки к которой уместнее в творчестве, нежели в рэп-состязаниях. В издании раскритиковали третий раунд Оксимирона, который почти полностью состоял из литературных отсылок:
Если обильные культурные отсылки уместны на альбомах, то на ринге выглядит это скучно: здесь показателен литературный пассаж третьего раунда баттла Оксимирона с Гнойным, который ни разу не был прерван шумом толпы — публика просто не понимала, к чему этот долгий монолог о прочтённой недавно книге «Тысячеликий герой».
«Первый канал» в девятиминутном сюжете в итоговой программе «Воскресное Время» сравнил баттл с американскими баттлами. По мнению канала, в американских баттлах оппоненты ругаются матом, а в российских рассуждают «о смысле жизни». На канале посчитали, что это связано с национальной чертой русского народа, и заявили, что русский рэп пришёл на смену русскому року. В «Медузе» назвали Гнойного «просвещённым нигилистом»: «Подобно своему кумиру Бабангиде, он берёт в оборот всю мировую культуру — и отправляет её в увлекательное путешествие на три буквы».
Событие также освещали западные издания, такие как The Times, The Huffington Post, Радио «Свобода». В Huffington Post, обратив внимание к прошедшему баттлу лидера оппозиции Алексея Навального, высказали мысль, что то огромное внимание, которое привлёк к себе рэп-баттл в России, связано с тем, что ролик занял в общественном сознании то место, которое на западе занимают политические дебаты, отметив что традиция последних в Российской Федерации отсутствует. Параллель между прошедшим баттлом и политическими дебатами проводили и такие комментаторы, как литератор Дмитрий Быков или мэр Екатеринбурга Евгений Ройзман. Преподаватель Оксфорда и политолог Владимир Пастухов назвал популярность рэп-баттла среди политиков и творчество Славы «Гнойного» признаком появления на политической арене заражённого нигилизмом поколения родившихся на рубеже веков и, более того, симптомом назревающей революционной ситуации.
О баттле высказались известные деятели политики, культуры, шоу-бизнеса и СМИ. Многие из них сошлись во мнении, что поражение Оксимирона никак не скажется на его карьере, в частности, об этом высказался музыкальный критик Артемий Троицкий, добавив, что популярность Гнойного после баттла возрастёт. Певец Сергей Шнуров упомянул баттл в своём стихотворении, проведя параллель с увольнением Андрея Малахова из «Первого канала» и выразив любопытство, кто заменит Оксимирона «на троне» после поражения. Музыкант Юрий Лоза раскритиковал баттл и в целом культуру, обвинив в отсутствии музыки и стихов. Музыкальный продюсер Иосиф Пригожин также остался недоволен баттлом из-за наличия нецензурной брани. Певец Иосиф Кобзон высказался против рэп-баттлов и провёл параллель с временами конца 1980-х годов, когда на советской эстраде появились Виктор Цой, Игорь Тальков, Александр Градский, которые тоже нецензурно выражались на сцене. По его мнению, в нецензурной брани на рэп-баттлах нет логики. Журналистка Евгения Альбац раскритиковала Гнойного за выбранный псевдоним и посчитала, что из-за такого псевдонима он не заслуживает общественного внимания. Общественным вниманием к событию также оказался недоволен политик Геннадий Онищенко, который, в частности, раскритиковал государственные СМИ за освещение баттла, содержащего нецензурную лексику. Литературный критик и поэт Дмитрий Быков назвал текст Гнойного более примитивным, чем у Оксимирона, отмечая, что они оба начитанные люди. Он похвалил технику Гнойного и его способность импровизировать в ситуациях, когда он забывает текст, но при этом отметил его грубость и связал радостную реакцию на поражение Оксимирона у некоторых комментаторов с антисемитизмом российских «идейных патриотов», занявших, по его мнению, сторону Гнойного. Журналист Юрий Дудь в юмористическом ключе сравнил баттл с эпатажным поведением футболиста Криштиану Роналду, который таким образом «хотел перебить хайп». Политик Михаил Ходорковский назвал баттл «поэзией». Журналистка Галина Тимченко раскритиковала рекламу на баттле. Кинорежиссёр Авдотья Смирнова призналась, что ей нравится Гнойный, а её мужу — бизнесмену Анатолию Чубайсу — Оксимирон. Смирновой не понравилось чересчур большое обилие литературных отсылок у Оксимирона. Она назвала своего мужа романтиком, а себя — панком, намекнув на то, что Оксимирон по мироощущению романтик, а Гнойный — панк. Кинокритик Антон Долин назвал баттл «пьесой». Биолог Александр Панчин провёл параллели с наукой, сравнив Гнойного и Оксимирона с Давидом и Голиафом, и назвал их баттл баттлом между теорией заговора и наукой, имея в виду наличие множества метафор в тексте Оксимирона и ревизионизма в тексте Гнойного. Певец Дмитрий Маликов назвал Оксимирона эстетом, а Гнойного — маргиналом, и посетовал на современные нравы. По мнению музыкального продюсера Максима Фадеева, Оксимирон проиграл, потому что «любил не рэп в себе, а себя в рэпе». О баттле также упомянули политики Алексей Навальный и Леонид Волков, журналисты Олег Кашин, Илья Красильщик и Филипп Дзядко.
Событие также упомянули рэперы Баста, Джиган, ST, Anacondaz, СД, Жак-Энтони, Смоки Мо, DJ M.E.G., ЛСП, Schokk, Рома Жиган, Slim, PLC, Rickey F и другие, в основном выразив восхищение баттлом.

## Пресса
- Александр Горбачёв (7 августа 2017). Новый супергерой русского рэпа? Кто такой Гнойный, с которым баттлил Оксимирон, и почему все его обсуждают. Meduza. Дата обращения: 18 августа 2017.
- Ануш Долуханян (14 августа 2017). Рэп-баттл года: почему все говорят про Oxxxymiron и Гнойного. РИА Новости. Дата обращения: 18 августа 2017.
- Александр Алексеев. Почему Оксимирон всухую проиграл рэп-баттл Гнойному. rg.ru. Российская газета (14 августа 2017). Дата обращения: 18 августа 2017.
- Алёна Кожевникова (15 августа 2017). Он вам не Мирон. Почему Оксимирон — тоже гнойный. lenta.ru. Дата обращения: 18 августа 2017.
- Дмитрий Бутрин. Новые приключения желтой кофты :  [рус.] // Коммерсантъ : журнал. — 2017. — № 148 (15 августа). — С. 11. (Дата обращения: 18 августа 2017)